# Austrolabrus maculatus
Austrolabrus maculatus (Macleay, 1881), unica specie appartenente al genere Austrolabrus, è un pesce di acqua salata appartenente alla famiglia Labridae.

## Distribuzione e habitat
Proviene dal sud-ovest dell'Australia. Vive a profondità che variano dai 10 ai 40 m, e si trova soprattutto in zone ricche di vegetazione acquatica, soprattutto alghe rosse, e negli anfratti e sporgenze rocciose.

## Descrizione
Presenta un corpo compresso lateralmente, allungato ma non particolarmente alto; la testa è appuntita e gli occhi non molto grandi. Il dimorfismo sessuale non è marcato.
Il colore di sfondo è rosato, ma il ventre è più chiaro e vicino all'opercolo ed alle pinne pettorali è presente una zona giallastra. La testa e parte del dorso, invece, hanno sfumature verdastre, e su tutto il corpo sono presenti dei puntini più scuri. La pinna caudale è verde e arrotondata, la pinna dorsale e la pinna anale sono basse e lunghe, verdi bordate di blu. Non supera i 13 cm.

## Biologia

### Alimentazione
Ha una dieta prevalentemente carnivora, composta soprattutto da varie specie di invertebrati acquatici.

### Riproduzione
È oviparo e probabilmente ermafrodita; gli esemplari più grossi sono maschi. La fecondazione è esterna.

## Conservazione
La lista rossa IUCN lo classifica come "a rischio minimo" (LC) perché non è minacciato da particolari pericoli.